# Observatorieberget

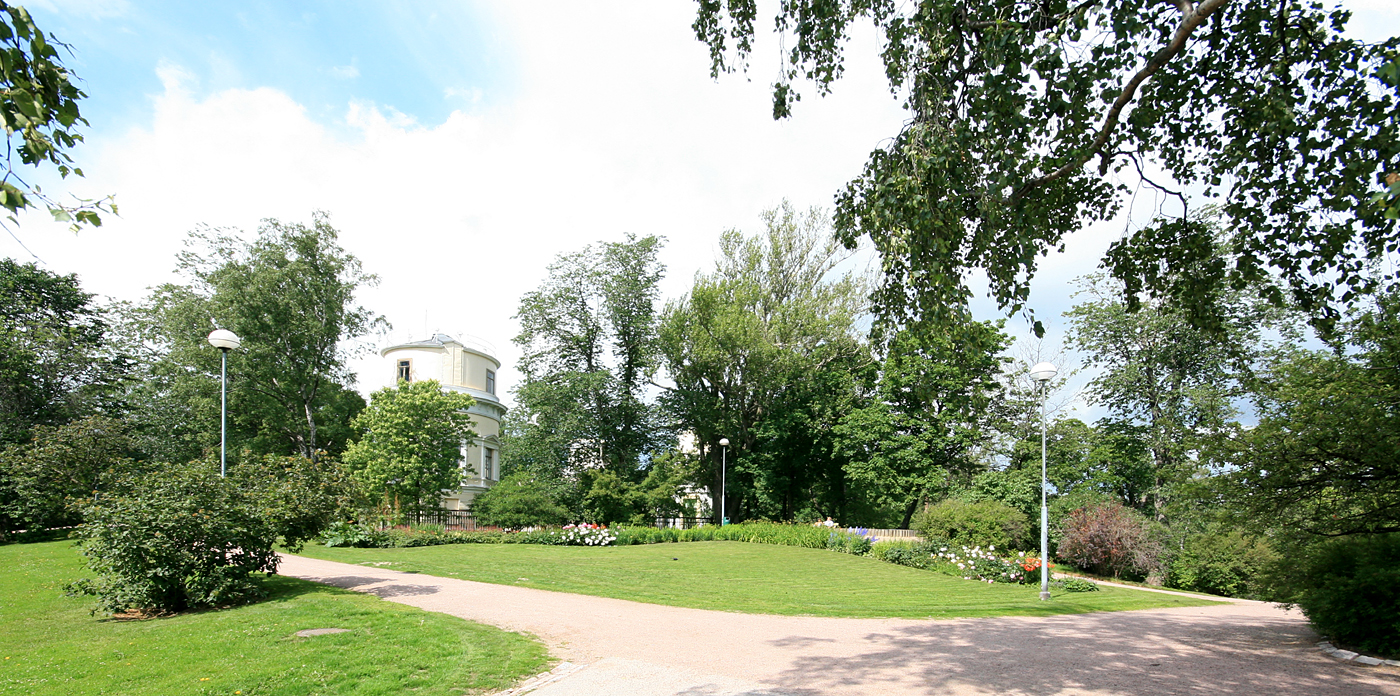
Observatorieberget i Helsingfors.

Observatorieberget (finska: Tähtitorninvuori eller Tähtitorninmäki) eller i dagligt tal ofta Observatoriebacken (det föregående sedan 1928 det officiella namnet) är en kulle i centrala Helsingfors. På kullen befinner sig bland annat Helsingfors observatorium. Vid norra änden av Observatoriebacken finns Tyska kyrkan och grundskolan Norsen.

## Historik
Observatorieberget kallades ursprungligen Kasaberget, och användes som en plats för vårdkasar. Innan observatoriet byggdes kallades berget Ulrikasborgsberget.  Namnet kom från drottning Ulrika Eleonora under de fortifikationsarbeten som påbörjades där 1748 som komplement till fästningen Sveaborg utanför staden, men som dock aldrig slutfördes.
Under Krimkriget fanns på Observatorieberget en optisk telegraf för direktkontakter med Sveaborg.
År 2000 invigdes Utsträckta händer, ett minnesmärke över Finlands utlämnande till tyskarna av åtta judiska flyktingar i november 1942.

### Observatoriet

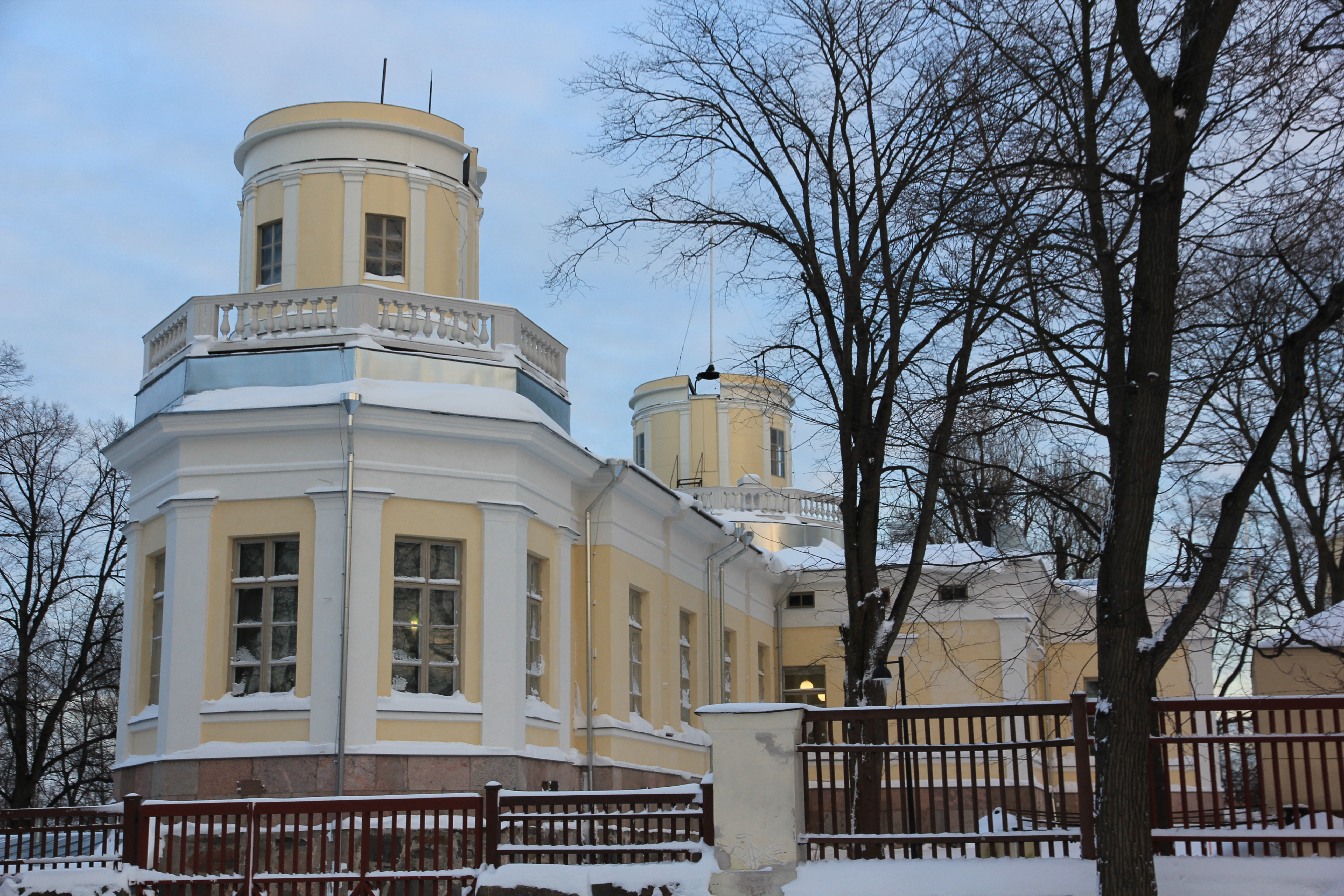
Helsingfors observatorium.

Uppe på berget finns ett observatorium, som planerades av C.L. Engel i samarbete med astronomen Fredrik Vilhelm August Argelander 1832. Observatoriet tillhör de äldsta byggnaderna vid Helsingfors universitet (som flyttade från Åbo 1827), och var avancerat för sin tid. Där fanns som nyhet till exempel tre vridbara observationstorn. Efter det att universitetet hade byggt ett nytt observatorium i Skogstorp i Kyrkslätt cirka 40 kilometer väster om Helsingfors, används observatoriet endast i någon mån vid undervisningen i astronomi samt för visningar för allmänheten.